# Ртищево (Верховский район)
Рти́щево — село в Верховском районе Орловской области. Входит в состав Русско-Бродского сельского поселения.

## География
Село находится в северо-восточной части области на Среднерусской возвышенности.

### Часовой пояс
Село Ртищево, как и вся Орловская область, находится в часовой зоне МСК (московское время). Смещение применяемого времени относительно UTC составляет +3:00.

## Население
| 2010 |
| ---- |
| 5    |

### Национальный состав
Согласно результатам переписи 2002 года, в национальной структуре населения русские составляли 100 % из 21 чел.